# Josep Lamas
Lamas  Alsina est un nom espagnol. Le premier nom de famille, en général paternel, est Lamas ; le second, en général maternel, souvent omis, est Alsina.
Josep Lamas Alsina, né le 13 décembre 1980 à Súria (Catalogne), est un joueur de rink hockey international espagnol. Frère d'Eduard Lamas, autre joueur rink hockey international, Il a été formé au HC Liceo, club de La Corogne en Galice, où il joue toujours en 2015 au poste d'attaquant. En 2009, à l'occasion de la coupe des Nations, il est sélectionné pour la première fois en équipe d'Espagne sénior.

## Palmarès

### En club
- 2 Coupe intercontinentale en 2004 et 2012
- 1 Coupe continentale en 2004
- 3 Ligue européenne en 2003, 2011 et 2012
- 1 Coupe CERS en 2010
- 1 Coupe du Roi en 2004
- 2 Coupes de Galicie en 2009 et 2010

### En sélection espagnole
- 1 Championnat d'Europe U17 en 1997
- 1 Championnat d'Europe U20 en 1999
- 1 Championnat d'Europe sénior en 2012